# 中国バスケットボール協会
中国バスケットボール協会（中国籃球協会、簡：中国篮球协会）は、中華人民共和国のバスケットボールの大会の主催や加盟団体の統括を行っている団体。
1956年6月発足。
かつてはナショナルチームも統括していたが、現在は中国国家体育総局バスケットボール管理センターにより管理されている。

## 組織構成
- CBA
- WCBA
- NBL（旧CBL.元CBA二部）
- CUBA

## 新中国バスケットボール50傑
1999年5月8日に中華人民共和国成立50周年を記念して選出された。